# Ulysses Ferraz
Ulysses Ferraz (Rio de Janeiro, 1965) é um ator brasileiro.

## Biografia
Nasceu no Rio de Janeiro e reside em São Paulo. Como ator, participou de diversas montagens teatrais de destaque, como Ham-Let, sob a direção de José Celso Martinez Corrêa. Foi integrante do grupo Uzyna Uzona, vinculado ao Teatro Oficina. É co-fundador (juntamente com Renato Borghi, Élcio Nogueira e Cristiane Esteves) do grupo de Teatro Promíscuo. Em sua formação acadêmica, estudou Comunicação Social na PUC-RJ e cursou a Faculdade de Economia e Ciências Contábeis da USP. No ano de 2011, participou da peça A Trilogia do Fim, de Adriana Calabró, dirigida por Hudson Senna e foi assistente do Estúdio Terra Forte, coordenado por Frederico Foroni. É colaborador da produtora Coletivo Brothers Film, fundada por Ernesto Kobayashi e Fabio Menezes. Atuou em mais de 40 filmes e vem dedicando sua carreira ao cinema independente.

## Teatro
- Trilogia do Fim - Texto de Adriana Calabró - Direção: Hudson Senna
- Hamlet  – Teatro Oficina e Sesc Pompéia – São Paulo - Direção: José Celso Martinez Corrêa
- Toda Nudez Será Castigada - Centro Cultural Oswald de Andrade - São Paulo – Direção: Renato Borghi
- Ubu Rei – Teatro Tablado – Rio de Janeiro – Direção: Ricardo Kosovski
- Os Doze Trabalhos de Hércules - Rio de Janeiro - Teatro Vanucci – Direção: Carlos Wilson

## Cinema
- Casa de Bonecas  (curta-metragem)  ECA-USP
- Secretariando  (curta-metragem)  ECA-USP
- Lesmas ou Gambas?  (curta-metragem)  ECA-USP
- Pitangueiras  (curta-metragem)  UFSCar
- O Último final de Semana  (curta-metragem - Studio Fátima Toledo
- O Começo do Fim  (curta-metragem)  FAAP
- Utilitários  (curta-metragem)  Universidade Santana
- Final Feliz  (curta-metragem)  Senac São Paulo
- Zumbis  (curta-metragem)  Fundação Cásper Líbero
- Festa surpresa, uma surpresa – Produção independente - Direção: João Maia
- Egos  (curta-metragem)  Anhembi Morumbi
- Cantos da Vida  (curta-metragem - Fundação Cásper Líbero
- Olhos de Ressaca  (curta-metragem)  Universidade Paulista
- Lugar Algum  (curta-metragem)  UFSCar
- Menos Sós  (curta-metragem - AIC - Direção: Victor Nascimento
- Sequestro  (curta-metragem)  ECA-USP
- Para não perder o ônibus  (curta-metragem)  ECA-USP
- Estamos todos bem  (curta-metragem)  ECA-USP
- Takeshi  (curta-metragem)  ECA-USP
- Insólito  (curta-metragem - AIC - Direção: Thiago Briglia

## Fonte
- Portal SP Escola de Teatro - Enciclopédia Virtual do Teatro Brasileiro
- Hamlet Teatro Oficina
- Editora3 Isto É Gente
- Agência Aiuny (casting)